# HD 1089
HD 1089 är en orange jätte i Bildhuggarens stjärnbild.
Stjärnan har visuell magnitud +6,16 och är svagt synlig för blotta ögat vid mycket god seeing.